# Baumschule J. L. Schiebler & Sohn
Die Baumschule J. L. Schiebler & Sohn war eine im Jahr 1775 gegründete und in den 1930er Jahren aufgelöste Gärtnerei und Baumschule in Celle. Sie wurde von fünf Generationen von Gärtnern aus der Familie Schiebler und Ebermann geleitet und umfasste gegen Ende der Unternehmensgeschichte eine bewirtschaftete Fläche von mehr als 100 ha.

## Unternehmensgeschichte

### Gründung durch Johann Ludwig Schiebler
Der Gründer der Schieblerschen Baumschule Johann Ludwig Schiebler (* 1751 in Spandau, † Februar 1833 in Celle) war der Sohn eines Försters aus Spandau. Der Vater erkannte sein Interesse für Gartenbau und ermöglichte ihm eine Ausbildung zum Gärtner beim Hofgärtner Zopf in Monbijou. Nach der Ausbildung und einigen Jahren als Gärtnergehilfe erhielt er eine Anstellung als Gartenmeister des Prinzen Ernst zu Mecklenburg-Strelitz, den Gouverneur von Celle, in dessen Auftrag er England, Frankreich und Holland bereiste, um sich dort fortzubilden. Für seinen Dienstherren legte er den Celler Prinzengarten an und übernahm dessen gärtnerische Betreuung. Der Prinzengarten fand allgemein große Anerkennung und wurde von Christian Cay Lorenz Hirschfeld in dessen Buch Theorie der Gartenkunst ausführlich beschrieben. Heute ist von ihm nur noch ein kleiner Rest vorhanden, auf dem der Celler Stadtfriedhof untergebracht ist.
Als Ernst zu Mecklenburg-Strelitz, der Ehrenmitglied der 1764 gegründeten Celler Landwirtschaftsgesellschaft war, Celle verließ, regte deren Direktor Schiebler an, eine Handelsgärtnerei zu gründen. Unterstützt wurde dieser Vorschlag auch von Albrecht Daniel Thaer, mit dem Schiebler eng befreundet war. Auf einer Fläche von etwa einem Morgen, die der Prinz ihm zusammen mit einer Gärtnerwohnung überließ, gründete Johann Ludwig Schiebler 1775 die Schieblersche Handelsgärtnerei, deren Stammsitz sich in der Lüneburger Straße 16 in Celle befand. Er konzentrierte sich als erste Gärtnerei im Königreich Hannover auf den Samenanbau von Gemüse und Blumen. Schiebler blieb zugleich Administrator des Prinzengartens.
In den folgenden Jahren erweiterte er die Fläche der Gärtnerei durch Landzukäufe stetig. Im zwei Stunden entfernten Eicklingen legte er eine Baumschule an, in der er Ziergehölze, Beerensträucher und Obstbäume kultivierte. Nach der bereits im Jahr 1767 gegründeten landesherrlichen Baumschule in Herrenhausen war es die zweite Baumschule im Königreich Hannover. Der strenge Winter 1789/90 vernichtete fast den gesamten Baumbestand der Baumschule, so dass Schiebler diese vollständig neu anlegen musste. Er entschloss sich, diese zu verlegen und dafür ein näher seinen Celler Grundstücken gelegenes Areal zu verwenden. Die Fläche der Gärtnerei Schiebler umfasste zu diesem Zeitpunkt 29 Morgen.

### Erweiterung durch Johann Heinrich Ebermann

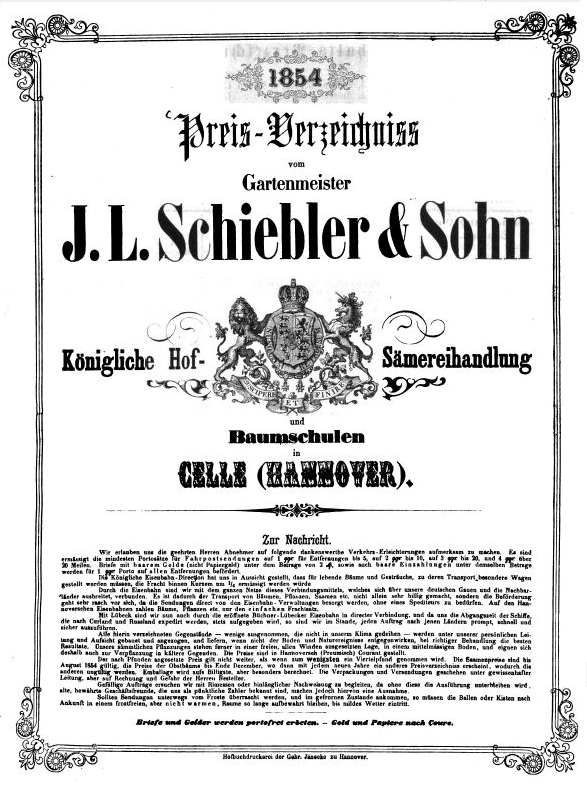
Preisverzeichnis der Baumschule Schiebler, 1854

Schiebler war unverheiratet geblieben, hatte aber einen Pflegesohn, Johann Heinrich Ebermann (* 1787, † 1864). Dieser lernte den Beruf des Gärtners ab 1803 bei dem Hofgärtner Richter in Mirow in Mecklenburg-Strelitz. Nach Abschluss der Ausbildung absolvierte er einige Wanderjahren und trat im Jahr 1808 in das Geschäft seines Pflegevaters ein, der das Unternehmen ab diesem Zeitpunkt J. L. Schiebler & Sohn nannte.
Im Jahr 1817 verkaufte Schiebler die Gärtnerei für einen Preis von 6500 Thaler sowie gegen lebenslange freie Kost und Wohnung an seinen Pflegesohn. Auch nach Schieblers Tod im Jahr 1833 führte Ebermann das Geschäft unter dem Namen J. L. Schiebler & Sohn weiter und vergrößerte es durch stetige Landankäufe, so z. B. in Altenhagen. 1835 wurden die Grundstücke der Gärtnerei mit 12.600 Thalern bewertet.
1823 gab die Baumschule den ersten Katalog heraus. Dieser enthielt noch kein Sortenverzeichnis, sondern führte lediglich die zum Verkauf stehenden Arten auf, darunter vor allem Obstbäume, aber auch zahlreiche Ziergehölze. Erst 1834 erschien der erste Katalog mit einem vollständigen Namensverzeichnis; dieser enthielt ca. 120 Apfel- und 50 Birnensorten. In den folgenden Jahren gab die Baumschule jährlich einen Katalog heraus und begann, Pflanzen auch zu versenden.
In verschiedenen Provinzstädten richtete Ebermann Samenniederlagen ein. Durch die Reform des Jagdrechts im Jahr 1848 war der Wildbestand stark reduziert worden, so dass es möglich war, Baumschulflächen ohne Umzäunungen als Wildschutz anzulegen. So konnte die Fläche der Baumschule durch den Erwerb anliegender Felder abermals erweitert werden. Die Baumschule umfasste damit eine Fläche von 35 Morgen für die Obstbaumschule, ein Morgen zur Kultur von Reben sowie 26 Morgen für die Kultur von Forst- und Alleebäumen.
Johann Ludwig Ebermann war verheiratet und hatte mit seiner Frau fünf Kinder. Entsprechend dem Wunsche des Großvaters wurde sein ältester Sohn Jakob Friedrich Ludwig Ebermann (* 16. November 1810, † 29. November 1882) ebenfalls Gärtner. Dieser trat 1837 in den Gärtnereibetrieb ein, den Vater und Sohn von da an zusammen führten, bevor sich Johann Ludwig Ebermann im Jahr 1849 vollständig aus dem Geschäft zurückzog. Er starb 1864 an Altersschwäche.

### Jakob Friedrich Ludwig Ebermann (genannt Louis Schiebler)

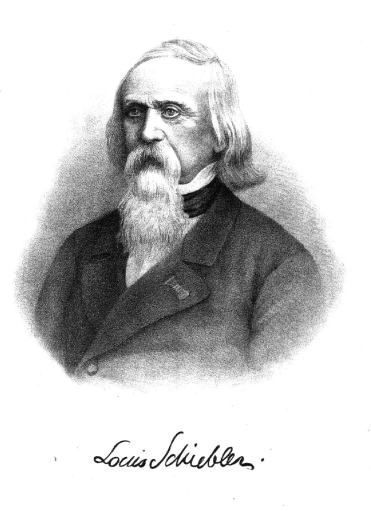
Jakob Friedrich Ludwig Ebermann

Jakob Friedrich Ludwig Ebermann absolvierte eine Lehre zum Gärtner in der Gärtnerei der Herrenhäuser Gärten und arbeitete während seiner Gesellenzeit ab 1832 als Gehilfe auf der Pfaueninsel in Potsdam und ab dem Jahr 1835 im Botanischen Garten in München. Hier besuchte er Vorlesungen bei den Botanikern Carl Friedrich Philipp von Martius und Joseph Gerhard Zuccarini und bildete sich besonders in der Kultur exotischer Pflanzen weiter. Danach arbeitete er als Gärtner in der Wiener Baumschule von Johann Konrad Rosenthal.
Während seiner Wanderjahre bereiste er die Steiermark, die Schweiz, Oberitalien und Frankreich und arbeitete unter anderem ein halbes Jahr in einer Baumschule bei Paris, bevor er England, Irland und Schottland, sowie Holland und Belgien bereiste. Im Jahr 1837 trat er schließlich in die Baumschule seines Vaters ein. Hier widmete er sich besonders der Kultur und Vermehrung neu eingeführter Pflanzen. Er bemühte sich um die Erweiterung der Baumschule, legte Gewächshäuser an, führte Staudenkulturen ein und kultivierte ein sehr umfangreiches Sortiment an Ziergehölzen und Rosen. Unter ihm erhielt das Unternehmen den Titel Königliche Hofsämereihandlung und Baumschule zuerkannt.
Wie schon sein Vater und auch dessen Pflegevater erweiterte auch Ludwig Ebermann die Anbaufläche der Gärtnerei durch Grundstückszukäufe. 1847 kaufte er den sogenannten Marwedels Garten für 1400 Thaler, auf dem sich auch ein Wohnhaus befand, das als Wohnung für den Obergärtner der Gärtnerei genutzt wurde. 1857 kam ein Grundstück östlich von Altenhagen hinzu sowie mehrere Landstücke auf dem sogenannten Bauernkamp. 1861 erwarb er den die Dannheimskoppel für 300 Thaler, 1866 für 700 Thaler das sogenannte Blankische Land, 1864 eine Koppel im Bauernkamp und 1873 zwei Grundstücke in der Nähe des Prinzengarten. Schließlich tauschte er eine Heidefläche in Starkshorn bei Eschede gegen das ehemalige Gut Tannholz. Er ließ das etwa 110 Morgen umfassende Grundstück rigolen und dränieren und legte hier einen zehn Morgen großen Obstgarten an. Die Obstbaumschule verlegte er nach und nach Tannholz, während im ursprünglichen Baumschulgarten in Celle Coniferen und Ziergehölze kultiviert wurden.
Ab dem Jahr 1845 legte die Baumschule J. L. Schiebler & Sohn auch im Auftrag von Privatleuten Hausgärten und Parkanlagen an.
1849 zog sich Johann Heinrich Ebermann vollständig aus dem Unternehmen zurück, das von da an durch Ludwig Ebermann geleitet wurde. Diesem gelang es im gleichen Jahr, mit der Eisenbahndirektion einen Vertrag zu schließen, nach dem Bäume und lebende Pflanzen, für die bisher der doppelte Frachtpreis entrichtet werden musste, zum einfachen Frachtsatz befördert wurden. Dadurch erhielt das Versandgeschäft der Gärtnerei einen erheblichen Aufschwung, Pflanzen wurden bis nach Russland und Nordamerika versandt.
In der Schieblerschen Gärtnerei waren im Sommer 70 bis 80, in der Winterzeit 30 bis 40 Mitarbeiter beschäftigt.
Ludwig Ebermann engagierte sich auch als Bürger der Stadt Celle. So war er Mitgründer der Spar- und Leihkasse des Landkreises Celle. Er war Freimaurer und als Meister vom Stuhl Mitglied der Celler Loge Zum Hellleuchtenden Stern. Als Mitglied der Nationalliberalen Partei wurde er 1874 als Abgeordneter in den Hannoverschen Landtag gewählt. Er war Ritter des Königlichen Kronenordens.
Ludwig Ebermann war Gründungsmitglied des Deutschen Pomologen-Vereins, dessen Vorstand er ab 1877 angehörte. Er unterhielt einen großen Obstmuttergarten, in dem er die durch den Pomologen-Verein zum Anbau empfohlenen Obstsorten vermehrte. Zusätzlich pflanzte er hier auch die durch den Verein zur Erprobung vorgeschlagenen Sorten an, um die auf ihre Anbaueignung zu überprüfen.
Da die Baumschule weiter unter dem Namen J. L.Schiebler & Sohn firmierte, wurde Ludwig Ebermann oft mit dem Namen Schiebler angesprochen. Als der König von Hannover die Schieblersche Baumschule besucht und Ebermann mit dem Namen Schiebler anredete, korrigierte dieser den Fehler, woraufhin der König ihn aufforderte, ein Gesuch zur Umbenennung einzureichen. Diesem wurde 1859 stattgegeben, weshalb Ludwig Ebermann ab diesem Zeitpunkt offiziell den Namen Ludwig Schiebler führte, wobei er selber nur selten Gebrauch von dem Namen machte. Häufig wurde er auch als Louis Schiebler geführt.
Jakob Friedrich Ludwig Ebermann starb am 29. November 1882 und wurde auf dem von ihm angelegten Familienfriedhof auf Gut Tannholz begraben.

### Heinrich und Ludwig Schiebler
Heinrich Schiebler (* 1840, † 25. Februar 1889), der älteste Sohn von Ludwig Ebermann, besuchte in Celle das Gymnasium und absolvierte danach eine Gärtnerlehre auf der Pfaueninsel in Potsdam. Anschließend arbeitete als Gärtnergehilfe im Welfengarten in Herrenhausen und in der Baumschule Behrens in Travemünde. Während seiner Wanderjahre bereiste er England und Schottland, wo er ein Jahr in der Baumschule Lawson & Sohn in Edinburgh arbeitete. Von dort brachte er englische Kartoffelsorten mit nach Deutschland.
Er war Mitglied in der Deutschen Landwirtschaftsgesellschaft, zu deren hundertjährigem Bestehen er eine Festschrift verfasste. Aus dem Erlös der Festschrift finanzierte er eine Reise durch Deutschland, die Schweiz, Frankreich und Algier, über die er später Vorträge hielt und ein Buch veröffentlichte.
1860 trat er in das Baumschulgeschäft der Familie ein, so dass zu dieser Zeit drei Schiebler-Generationen in dem Unternehmen tätig waren. Als Ludwig Schiebler 1874 in den Landtag gewählt wurde, führte Heinrich Schiebler das Geschäft zunächst alleine weiter.
Auch sein jüngerer Bruder Ludwig (* 3. September 1851 in Celle, † 16. September 1895) hatte nach dem Abschluss des Gymnasiums im Jahr 1866 eine Ausbildung zum Gärtner absolviert. Nach zweijähriger Lehre in der Schloßgärtnerei des Grafen Bernstorf zu Gartow bei Uelzen hatte er zwei Jahre lang die Königliche Gärtnerlehranstalt am Wildpark bei Potsdam besucht. Nach einem einjährigen Militärdienst bereiste er Belgien, Holland und England, um sich fortzubilden, bevor er 1877 in das Familienunternehmen eintrat.
Die Brüder vergrößerten das Geschäft stetig und führten weitere Landkäufe durch. Heinrich Schiebler gelang es schließlich, die Verkoppelung des Rolandes umzusetzen, wodurch die einzelnen Grundstücke Baumschule zusammengelegt wurden.
Heinrich Schiebler war ein aktiver Förderer des Obstbaus. Er gehörte 1887 zu den Gründungsmitgliedern des Hannoverschen Obstbauvereins, zu dessen Schriftführer und Schatzmeister er gewählt wurde. Er war ein ausgezeichneter Obstsortenkenner und war auf Ausstellungen im In- und Ausland als Preisrichter tätig.
Auch gemeindepolitisch engagiert er sich, so war er zwölf Jahre lang Bürgervorsteher. Als er im Jahr 1889 nach längerem Leiden starb, führte sein Bruder Ludwig, der bisher die Kaufmännische Abteilung sowie die Abteilung für Samenbau geleitet hatte, das Unternehmen alleine weiter, das zu diesem Zeitpunkt über eine Fläche von 85 ha verfügte.
Er lebte nach seiner Heirat zunächst auf Gut Tannholz, zog nach dem Tod seines Bruders aber in das Stammhaus in der Lüneburger Straße. Ludwig Schiebler war verheiratet und hatte 10 Kinder.
Er starb 1895, nachdem der drei Monate zuvor auf einer Reise nach Holland einen Schlaganfall erlitten hatte. Seine Witwe versuchte zunächst, die Baumschule alleine weiter zu führen, musste dabei Gut Tannholz aber aufgeben. Sie starb bereits im Folgejahr. Der Königliche Garteninspektor Jonathan Kaehler, der mit zusammen mit Ludwig Schiebler die Königliche Gärtnerlehranstalt in Potsdam besucht hatte, übernahm von 1897 bis 1899 als Pflegevater die Vormundschaft über die zehn Vollwaisen ernannt und fungierte auch als Geschäftsführer der Gärtnerei. Er konnte den weiteren Abstieg des Unternehmens allerdings nicht aufhalten. Ab 1902 wurde Hermann Belz als Geschäftsführer eingesetzt, ihm gelang es, bis 1908 das Unternehmen wieder aufleben zu lassen.

### Ludwig Schiebler
Ab 1909 leitete schließlich Ludwig Schiebler (* 25. August 1882 in Tannholz), der älteste Sohn des verstorbenen Ludwig Schiebler II., die Baumschule. Er hatte nach dem Besuch des Gymnasiums in Celle eine Ausbildung zum Gärtner in der Gärtnerei Timm & Co. in Elmshorn absolviert. Anschließend hatte er ein Jahr lang als Gehilfe in der Baumschule Hanisch in Leipzig gearbeitet und dann für vier Semester die höhere Gartenbauschule in Dresden besucht. Bevor er dann die elterliche Gärtnerei übernahm, arbeitete er zunächst als Gartenbautechniker in der Stadtgartenverwaltung der Stadt Hannover, wo er in den Jahren 1901–02 die zweite Erweiterung des Stadtfriedhofs Stöcken leitete. 1909 übernahm der die väterliche Baumschule.
Er diente im Ersten Weltkrieg als Leutnant im Reserve-Infanterie-Regiment 201 und gilt seit der Schlacht bei Malmaison am 23. Oktober 1917 als vermisst, 1918 wurde er schließlich für gefallen erklärt.
Im Jahr 1919 ging das Unternehmen in den Besitz der Stadt Celle über. Es wurde zunächst durch einen Verwalter weitergeführt. Die Ländereien, die eine Fläche von über 100 ha umfassten und von der Lüneburger Straße in Celle bis nach Groß Hehlen und Vorwerk reichten, wurden schließlich in den späten 1930er-Jahren durch die Stadt zerschlagen. Der überwiegende Teil wurde als Ackerland verwendet, ein Teil auch für die Anlage es Stadtfriedhofes genutzt. Das einstige Stammhaus der Gärtnerei in der Lüneburger Straße 16 musste der Erweiterung des Allgemeinen Krankenhaus Celle weichen.
Heute erinnert in Celle die Schieblerstraße hinter dem Stadtfriedhof an die ehemalige Schiebler'sche Baumschule.

## Gärtnerische Leistungen und Pflanzenzüchtungen

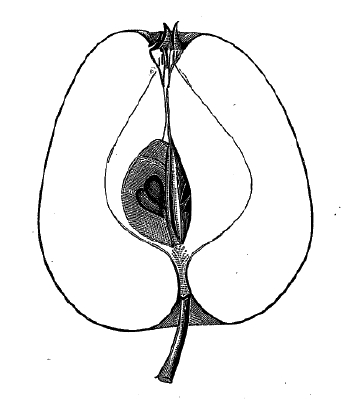
Umrisszeichnung Schieblers Taubenapfel

Der Gärtnerei J. L. Schiebler und Sohn sind zahlreiche Innovationen im Gartenbau zu verdanken. Alle Generationen ihrer Leiter unternahmen als Teil ihrer gärtnerischen Ausbildung Reisen in das europäische Ausland, um neue Kulturtechniken und Pflanzenzüchtungen kennenzulernen.
Besonders im Kartoffelanbau sind der Gärtnerei Schiebler wichtige Innovationen zu verdanken. Johann Ludwig Schiebler führte als erster den Ackeranbau von Kartoffeln ein, zuvor wurde diese lediglich in kleinerem Umfang in Gärten kultiviert. Für diese Leistung wurde er durch die Königliche Landwirtschaftsgesellschaft mit einer Medaille ausgezeichnet wurde. Als Reaktion auf die Ausbreitung der Krautfäule in Europa ab den 1840er-Jahren führte Ludwig Ebermann 1865 die resistente Kartoffelsorte Viktoria des irischen Kartoffelzüchters William Paterson in Deutschland ein. Später wurde die Gärtnerei Schiebler auch für die anderen Kartoffelzüchtungen Patersons Hauptvermarkter für Deutschland, wo die Sorten als Paterson'sche Kartoffeln bekannt wurden.
Auch im Bereich der Obst- und Ziergehölze sowie des Gemüsebaus wurde die Schiebler'sche Gärtnerei bekannt für die Züchtung zahlreicher neuer Sorten. In der Gärtnerei Schiebler wurden die Erbsensorte Schieblers Mörgenröte und die Runkelrübe Schieblers neue Zuckerrunkel gezüchtet. An Obstsorten gehen auf die Schiebler'sche Baumschule die Sorten Schieblers rote Eierpflaume, Schieblers Herbstborsdorfer und der 1864 aus einem Samen gezüchtete Schieblers Taubenapfel zurück. Neben einer zwergwüchsigen Fichte (Picea excelsa Cellensis) sind auch die Coniferen Picea orientalis Schiebleriana und Thuja gracilis Schiebleri sowie die Kugel-Rosskastanie (Aesculus hippocastanum 'Umbraculifera' ) die sich durch eine vollkommen runde Krone auszeichnet, Züchtungen der Schiebler'schen Baumschule.
Die Gärtnerei arbeitete eng mit verschiedenen ausländischen Baumschulen und Gärtnereien zusammen und führte von diesen zahlreiche Sortenzüchtungen in den deutschen Markt ein. So zum Beispiel die Erbsensore Laxton's supreme der Gärtnerei Laxton.
Die Gärtnerei bemühte sich auch um die Verbreitung neuer Sonderkulturen. Schon Johann Ludwig Schiebler führte Anbauversuche mit Tabak und der chilenischen Ölpflanze Madia sativa durch, um ihre Eignung für das Klima der Gegend zu prüfen. Ludwig Ebermann etablierte den Kleeanbau in Deutschland.
Die Baumschule Schiebler arbeitete mit verschiedenen ausländischen Baumschulen zusammen und führte von diesen zahlreiche Gemüsezüchtungen in den deutschen Markt ein, darunter die Erbsensore Laxton's suprem der Gärtnerei Laxton. 1852 führte Ludwig Ebermann die Spargelsorte Neuer Englischer Riesenspargel ein.